# Дом Йорданова (Таганрог)
Дом Йорданова — здание, расположенное по Греческой улице, 46 в городе Таганроге Ростовской области. Объект культурного наследия регионального значения в соответствии с Решением № 301 от 18.11.92 года.

## История
Угловое двухэтажное здание на пересечении Греческой улицы и Успенского (Добролюбовского) переулка построено в начале XIX века. Известны горожане, владеющие зданием со второй половины  XIX века. В 1870-х годах дом приобрел ейский купец 3-й гильдии Федор Петрович Йорданов. Этот купец обосновался в Таганроге в 1820-х годах, владел двумя макаронными фабриками, занимался торговлей бакалейными товарами. В 1843 году в 36 лет купец обвенчался в Греческой церкви с молодой (17-лет) дочерью богатого купца Анастасия Лицина, Софией. В 1850 году София скончалась. Сохранился памятник на её могиле на Таганрогском православном кладбище, выполненный из розового гранитного блока и с эпитафией. Памятник был установлен на черном каменном постаменте. Вторая супруга купца, Ольга Павловна, родила ему пятерых детей: Софию (1853), Петра (1855), Марию (1856), Павла (1858) и Пантелеймона (1862).
В своё время Федор Петрович входил в состав комиссии по устройству таганрогского порта. Его сын Павел, министр и тайный советник, решал вопросы устройства таганрогского порта в Государственной Думе. Федор Петрович умер в 64 года в 1872 году. Дом Иорданова отошел по завещанию его второй жене, Ольге Павловне.  Позднее, до 1925 года, домом владели их дети. В 1890-1891 годах в здании работала макаронная фабрика Н. К. Чубенко.
В годы советской власти здание была национализировано. С 1918 года здесь был клуб моряков, в настоящее время это жилой дом.

## Описание
Дом Йорданова расположен на углу Греческой улицы и Добролюбовского переулка. Это кирпичный оштукатуренный двухэтажный дом в семь окон по фасаду. Парадный вход находится с левой стороны здания. Окна первого этажа и парадный вход украшены замковыми камнями. Окна второго этажа украшены прямоугольными сандриками и поочередно лепниной. Здание опоясано межэтажным карнизом, по фасаду имеет венчающий карниз. На углу здание имеет скос, на котором на втором этаже сделан балкон.
Здание окрашено в жёлтый цвет, мелкие архитектурные элементы выделены белым цветом. Въезд во двор выполнен с правой стороны здания через металлические ворота. Здание относится к объектам культурного наследия регионального значения (Решение № 301 от 18.11.92 года).